# 巴拉尔站
巴拉尔（法語：Balard，法語發音：[balaʁ]），是巴黎地鐵的一個車站。巴拉尔站位於巴黎15區，是巴黎地鐵8號線和巴黎路面電車3號線的車站。巴拉尔站也是巴黎地鐵8號線西側的起點站，開業於1937年7月27日。

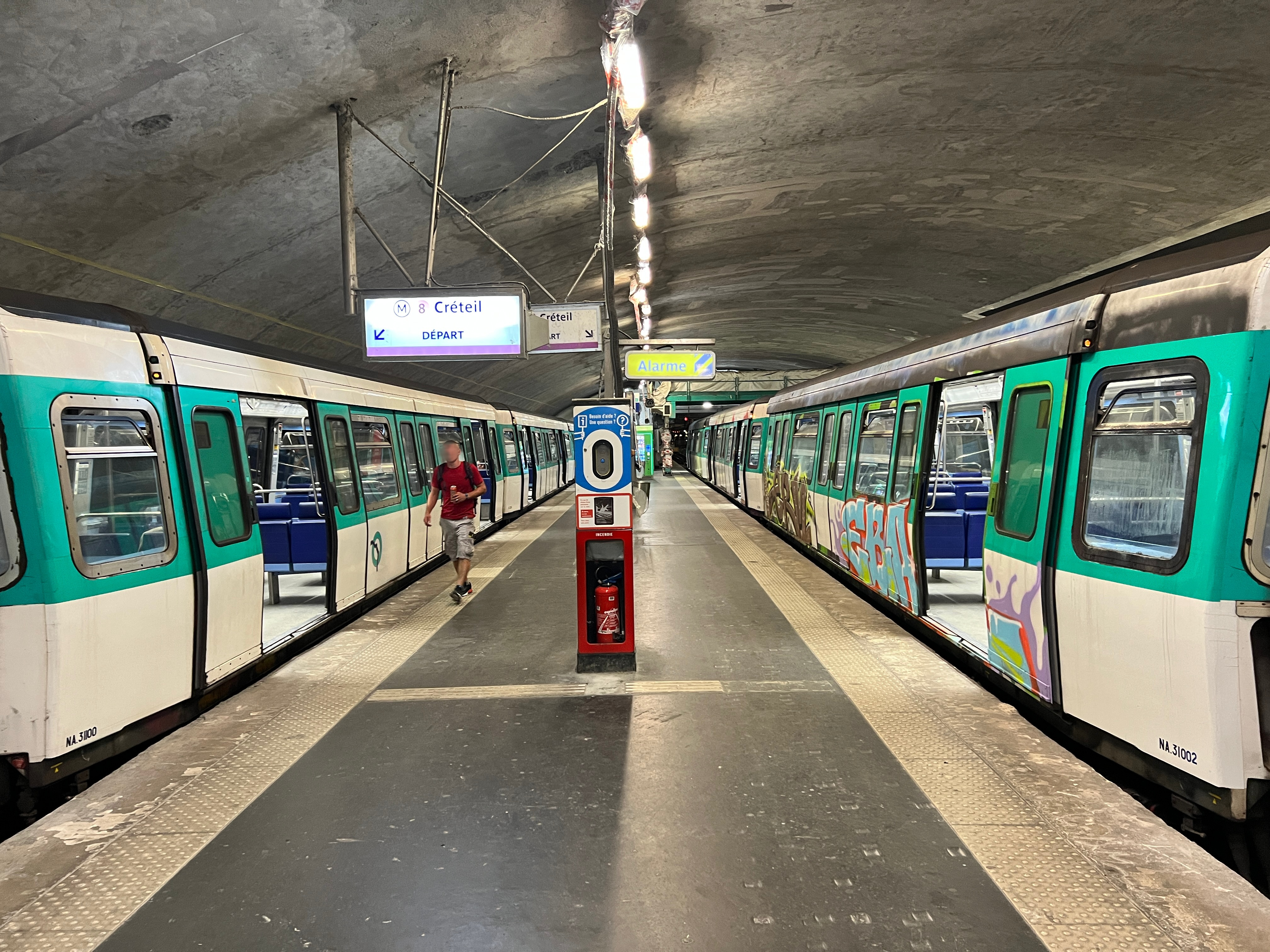
月台（2022年7月）

## 車站結構
| 街道層      |                       |                    |
| B1          | 月台連接夾層          |                    |
| 8號線月台層 | 側式月台，右側開門    | 側式月台，右側開門 |
| 8號線月台層 | 西行                  | 只限落客           |
| 8號線月台層 | 東行                  | 往湖之角（路梅爾） |
| 8號線月台層 | 島式月台，左/右側開門 |                    |
| 8號線月台層 | 東行                  | 往湖之角（路梅爾） |